# Église Saint-Vallier de Bourguignons
L'église Saint-Vallier est une église située à Bourguignons, en France.

## Localisation
L'église est située sur la commune de Bourguignons, dans le département français de l'Aube.

## Historique
Elle a des parties du XIIe siècle mais surtout du XVIe, la nef est non voûtée et une abside a trois pans. Elle faisait partie du doyenné de Bar-sur-Seine et était  à la collation de l'évêque.
L'édifice est inscrit au titre des monuments historiques en 1926. L'église renferme deux objets « classés » et cinq objets « inscrits » à l'inventaire des monuments historiques